# Liste der Mitglieder der Badischen Ständeversammlung 1854
Diese Liste umfasst die Mitglieder der Ständeversammlung des Großherzogtums Baden für die Sessionen des 16. ordentlichen Landtags. Die Eröffnung fand am 12. Januar 1854 statt. Die Schlusssitzung fiel auf den 12. April 1854. Insgesamt fanden 16 Sitzungen der Ersten Kammer und 43 Sitzungen der Zweiten Kammer statt.

## Präsidium der Ersten Kammer
Präsident: Markgraf Wilhelm von Baden 

Vizepräsident: Anton von Stabel 

2. Vizepräsident: Freiherr Franz Rüdt von Collenberg-Eberstadt 

## Mitglieder der Ersten Kammer

### Prinzen des Hauses Baden
- Prinz Wilhelm von Baden
- Markgraf Wilhelm von Baden (war nie anwesend)
- Markgraf Maximilian von Baden

### Standesherren
- Fürst Karl Egon zu Fürstenberg (war nie anwesend)
- Fürst Karl zu Leiningen (war nie anwesend)
- Fürst Erwein von der Leyen (war nie anwesend)
- Fürst Georg zu Löwenstein-Wertheim-Freudenberg (war nie anwesend)
- Graf Karl Theodor zu Leiningen-Billigheim (war nie anwesend)
- Graf August Clemens zu Leiningen-Neudenau (war nie anwesend)

### Vertreter des erblichen Landstands
- Graf Ludwig Wilhelm August von Langenstein und Gondelsheim

### Vertreter der katholischen Kirche
- Hermann von Vicari,[1] Erzbischof von Freiburg (war nie anwesend)

### Vertreter der evangelischen Landeskirche
- Carl Christian Ullmann,[1] Prälat der Evangelischen Landeskirche

### Vertreter des grundherrlichen Adels

#### Oberhalb der Murg
- Graf Karl von Kageneck, Regierungsrat
- Freiherr Ignaz von Rotberg, Forstmeister
- Freiherr Roderich von Stotzingen
- Freiherr Hans von Türckheim, Legationsrat

#### Unterhalb der Murg
- Freiherr Karl von Gemmingen-Treschklingen
- Freiherr Karl von Göler, der Ältere
- Freiherr Franz von Kettner, Hofdomänenintendant
- Freiherr Adolf Rüdt von Collenberg-Bödigheim

### Vertreter der Landesuniversitäten
- Heinrich Zöpfl,[1] Hofrat, Vertreter der Universität Heidelberg
- Anton Mayer,[1] Hofrat, Vertreter der Universität Freiburg

### Vom Großherzog ernannte Mitglieder
- Anton von Stabel,[1] Geheimrat
- Freiherr Franz Rüdt von Collenberg-Eberstadt, Staatsrat
- Freiherr Franz von Stengel, Staatsrat
- Josef Obkircher, Hofgerichtspräsident
- Freiherr Wilhelm Ludwig von Gemmingen, Oberstforstrat
- Theodor Hilpert, Generalmajor
- Damian Ludwig, Oberstleutnant
- Friedrich Lauer, Fabrikant

## Präsidium der Zweiten Kammer
Präsident: Johann Baptist Bader 

1. Vizepräsident: Friedrich Theodor Schaaf 

2. Vizepräsident: Bernhard August Prestinari

## Die gewählten Abgeordneten der Zweiten Kammer

### Stadtwahlbezirke
| Wahlbezirk | Bezeichnung des Wahlbezirks     | Name des Abgeordneten      |
| ---------- | ------------------------------- | -------------------------- |
| S1         | Wahlbezirk der Stadt Überlingen | Adolf Schmalholz           |
| S2         | Wahlbezirk der Stadt Konstanz   | Karl Steiner               |
| S3         | Wahlbezirk der Stadt Freiburg   | Johann Baptist Betzinger   |
| S3         | Wahlbezirk der Stadt Freiburg   | Franz Hägelin              |
| S4         | Wahlbezirk der Stadt Lahr       | Karl Wilhelm Sachs         |
| S4         | Wahlbezirk der Stadt Lahr       | Friedrich Wilhelm Wagner   |
| S5         | Wahlbezirk der Stadt Offenburg  | Josef Karl Burger          |
| S6         | Wahlbezirk der Stadt Rastatt    | Franz Karl Grieshaber      |
| S7         | Wahlbezirk der Stadt Baden      | Franz Anton Küßwieder      |
| S8         | Wahlbezirk der Stadt Karlsruhe  | Johann Ludwig Klauprecht   |
| S8         | Wahlbezirk der Stadt Karlsruhe  | Eduard Koelle              |
| S8         | Wahlbezirk der Stadt Karlsruhe  | Albert Knittel             |
| S9         | Wahlbezirk der Stadt Durlach    | Hermann Eisenlohr          |
| S10        | Wahlbezirk der Stadt Pforzheim  | Marquard Nützelberger      |
| S10        | Wahlbezirk der Stadt Pforzheim  | Friedrich Bissing          |
| S11        | Wahlbezirk der Stadt Bruchsal   | Bernhard August Prestinari |
| S12        | Wahlbezirk der Stadt Mannheim   | Franz Anton Nestler        |
| S12        | Wahlbezirk der Stadt Mannheim   | Ludwig Achenbach           |
| S12        | Wahlbezirk der Stadt Mannheim   | Heinrich Knippenberg       |
| S13        | Wahlbezirk der Stadt Heidelberg | Johann Friedrich Schaaf    |
| S13        | Wahlbezirk der Stadt Heidelberg | Karl Michael Anderst       |
| S14        | Wahlbezirk der Stadt Wertheim   | Jakob von Runkel           |

### Ämterwahlbezirke
| Wahlbezirk | Bezeichnung des Wahlbezirks                                                              | Name des Abgeordneten            |
| ---------- | ---------------------------------------------------------------------------------------- | -------------------------------- |
| A1         | Wahlbezirk der Ämter Meersburg, Salem, Pfullendorf und Überlingen                        | Franz Xaver Ullersberger         |
| A2         | Wahlbezirk der Ämter Radolfzell, Blumenfeld und Konstanz                                 | Johann Baptist Bader             |
| A3         | Wahlbezirk der Ämter Stockach, Meßkirch und Engen                                        | Johann Benedikt Fischler         |
| A4         | Wahlbezirk der Ämter Blumberg, Stühlingen, Bonndorf, Löffingen und Neustadt              | Joseph Alois Bär                 |
| A5         | Wahlbezirk der Ämter Villingen und Hüfingen                                              | Ludwig Kirsner                   |
| A6         | Wahlbezirk der Ämter Tiengen, Jestetten, St. Blasien und Waldshut                        | Christof Franz Trefurt           |
| A7         | Wahlbezirk der Ämter Säckingen, Laufenburg und Schönau                                   | Fridolin Lauber                  |
| A8         | Wahlbezirk der Ämter Schopfheim und Kandern                                              | Georg Seufert                    |
| A9         | Wahlbezirk des Amtes Lörrach                                                             | Johann Georg Schanzlin           |
| A10        | Wahlbezirk des Amtes Müllheim                                                            | Nicolaus Blankenhorn-Krafft      |
| A11        | Wahlbezirk der Ämter Staufen und Heitersheim                                             | Franz Xaver Riesterer            |
| A12        | Wahlbezirk des Amtes Altbreisach mit zum Stadtamt Freiburg zugehörigen Landorten         | Marquard Huber von Gleichenstein |
| A13        | Wahlbezirk des Landamtes Freiburg (I) und des Amtes St. Peter                            | Alois Mayer                      |
| A14        | Wahlbezirk des Landamtes Freiburg (II) und der Ämter Waldkirch und Elzach                | Karl August Kapferer             |
| A15        | Wahlbezirk des Amtes Emmendingen                                                         | Christian Bär                    |
| A16        | Wahlbezirk der Ämter Endingen und Kenzingen                                              | Anton Nombride                   |
| A17        | Wahlbezirk der Ämter Triberg, Hornberg, Wolfach und Haslach                              | Roman Armbruster                 |
| A18        | Wahlbezirk des Amtes Ettenheim                                                           | Johann Melchior Fieser           |
| A19        | Wahlbezirk des Amtes Lahr                                                                | Wilhelm Bausch                   |
| A20        | Wahlbezirk des Amtes Offenburg mit Teilen des Amtes Appenweier                           | Karl August Wagenmann            |
| A21        | Wahlbezirk der Ämter Gengenbach und Oberkirch mit Teilen des Amtes Appenweier            | Franz Xaver Kimmig               |
| A22        | Wahlbezirk der Ämter Rheinbischofsheim und Kork                                          | Emil Sold                        |
| A23        | Wahlbezirk der Ämter Achern und Bühl                                                     | Ignaz Ludwig Stolz               |
| A24        | Wahlbezirk der Ämter Ettlingen und Rastatt                                               | Jakob Ullrich                    |
| A25        | Wahlbezirk der Ämter Baden, Gernsbach und Steinbach                                      | Michael Kamm                     |
| A26        | Wahlbezirk des Landamtes Karlsruhe mit Teilen des Landamtes Bruchsal                     | Ernst Anton Fischer              |
| A27        | Wahlbezirk der Ämter Durlach und Stein                                                   | Karl Friderich                   |
| A28        | Wahlbezirk des Amtes Pforzheim                                                           | Karl Gottlieb Gottschalk         |
| A29        | Wahlbezirk des Amtes Bruchsal mit Teilen des Amtes Eppingen                              | Christian Friedrich Platz        |
| A30        | Wahlbezirk des Amtes Bretten mit Teilen des Amtes Eppingen                               | Louis Paravicini                 |
| A31        | Wahlbezirk der Ämter Philippsburg und Schwetzingen                                       | Friedrich Christian Rettig       |
| A32        | Wahlbezirk der Ämter Wiesloch und Neckargmünd                                            | Karl Junghanns                   |
| A33        | Wahlbezirk des Amtes Sinsheim mit Teilen des Amtes Eppingen                              | Heinrich Friedrich Muth          |
| A34        | Wahlbezirk des Amtes Heidelberg                                                          | Karl von Neubronn                |
| A35        | Wahlbezirk der Ämter Ladenburg und Weinheim                                              | Karl Ludwig Hübsch               |
| A36        | Wahlbezirk des Amtes Neckarbischofsheim mit Teilen des Amtes Mosbach (links des Neckars) | Karl Ludwig Böhme                |
| A37        | Wahlbezirk des Amtes Eberbach mit Teilen des Amtes Mosbach (rechts des Neckars)          | Friedrich Theodor Schaaf         |
| A38        | Wahlbezirk der Ämter Buchen und Osterburken                                              | Wilhelm Steiglehner              |
| A39        | Wahlbezirk des Amtes Boxberg                                                             | Franz Anton Regenauer            |
| A40        | Wahlbezirk der Ämter Tauberbischofsheim und Gerlachsheim                                 | Franz Michael Steinam            |
| A41        | Wahlbezirk der Ämter Wertheim und Walldürn                                               | Felix Anton Kieser               |

## Belege und Anmerkungen
1. 1 2 3 4 5 6 7 8 9  Dieser Mandatsträger ist in den amtlich veröffentlichten Abgeordnetenlisten als promovierter Akademiker ausgewiesen, d. h. dort üblicherweise mit einem vor dem Namen stehenden Doktor-Grad verzeichnet
2. 1 2  Bis 1931 hieß die Stadt Baden-Baden nur Baden.